# Express-AM1
Express-AM1 – rosyjski satelita telekomunikacyjny wyniesiony na orbitę 29 października 2004.
Pracował na orbicie geostacjonarnej (nad równikiem), na 40. stopniu długości geograficznej wschodniej. Satelita Express-AM1 nadawał sygnał stacji telewizyjnych i radiowych (pasmo Ku i C) oraz testy HDTV i dane (dostęp do Internetu) do odbiorców w Europie, Afryce Północnej oraz Azji Zachodniej (głównie w Rosji).
Można z niego było odbierać programy w językach: rosyjskim, uzbeckim, azerskim, a nawet arabskim, włoskim oraz niemieckim.
10 sierpnia 2013 satelita został wyłączony, a następnie przesunięty na orbitę cmentarną.